# Ферментопатия
Ферментопати́я (лат. fermentopathia; фермент + др.-греч. πάθος — страдание, болезнь; син. энзимопатия) — общее название болезней или патологических состояний, развивающихся вследствие отсутствия или нарушения активности каких-либо ферментов.
- Смысл понятия близок, но не подобен более раннему, несколько размытому и редко используемому в настоящее время термину идиосинкразия.

## Общие сведения
Появлению понятия ферментопатия способствовали успехи биологической и аналитической химии, позволившие различать изоферменты и определять концентрацию их метаболитов в жидкостях и тканях организма.
Генетика позволила определить причину ферментопатий, создать карту наследственных заболеваний человека. Многие заболевания проявляются, как крайняя форма ферментопатии, когда недостаточность активности определённых ферментов или их отсутствие в условиях пищевой, химической или физической нагрузки приводят к формированию патологического процесса.

## Виды ферментопатий
- Ферментопатия алиментарная (лат. fermentopathia alimentaria) — развивается при хроническом расстройстве питания, чаще при белковом голодании;
- Ферментопатия наследственная (лат. fermentopathia hereditaria) — в основе развития лежит генетически обусловленная недостаточность или отсутствие одного или нескольких ферментов.